# フランシス・パーカー・ヨッキー
フランシス・パーカー・ヨッキー（Francis Parker Yockey、1917年9月18日 - 1960年6月17日）は、アメリカのファシストであり、汎欧ナショナリズムのイデオローグ。弁護士でもあったヨッキーは、1948年にウリック・ヴァランジ（Ulick Varange）という筆名で出版された新シュペングラー主義の著書『Imperium: The Philosophy of History and Politics（インペリウム：歴史と政治の哲学）』で知られている。この著書では、ネオナチによる欧州帝国の実現が呼びかけられていた。

## 人物
ヨッキーは世界中の極右運動を下支えしており、未だに白人至上主義やネオファシスト運動に影響を与え続けている。ヨッキーは反ユダヤ主義者であり、ドイツのナチズムを崇拝し、ホロコースト否認論の初期の人物であった。1930年代、彼はナチスと連携したアメリカ白銀軍団やドイツ系アメリカ人協会と接触したり、協力したりしていた。彼は1942年から1943年にかけてアメリカ陸軍に勤務し、ナチスのスパイを助けるために無断離隊した。1944年から1945年にかけてデトロイトで弁護士を務めた後、ドイツの戦争犯罪法廷で11ヶ月間働いたが、ナチスに味方したために辞任または解雇された。ロンドンでは、彼はイギリスのファシストであるオズワルド・モズレーのユニオン・ムーブメントで働いていた。その後、モズレーと袂を分かち、1949年に分派として欧州解放戦線を設立し、1954年頃に消滅するまで率いた。
冷戦時代、ヨッキーは東側諸国の諜報機関と協力していたとされ、ユダヤ系アメリカ人の覇権と彼が見なしたものに対抗するために、極右とソ連との戦術的同盟を主張した。彼はまた、エジプトで反ユダヤのプロパガンダを一時的に書いており、そこで同国の大統領ガマル・アブデル・ナセルと会談した。ヨッキーは1960年にFBIの勾留下で自殺するまで、ファシスト界隈で影響力を保ち続けた。刑務所でのヨッキーの最後の訪問者はウィリス・カートであり、彼はヨッキーの著作の主要な擁護者および出版者となった。

## 生涯
ヨッキーには多くの別名があり、彼に関するいくつかの事実は定かではない。知人やFBIの機密解除されたファイルは、彼を才能ある話し手、聡明、博識、時には魅力的でユーモアがあり、物真似が上手いと評する一方、傲慢、未熟、秘密主義者、一匹狼であり、FBIの言葉を借りれば「神経質、興奮しやすい、気まぐれ、予測不可能、独裁的」で、「人々を遠ざける驚くべき能力」を持っていたとされている。

### 生い立ちと学生時代
ヨッキーは1917年にイリノイ州シカゴで、アイルランド系とドイツ系の血を引く中流上層階級のカトリック家庭の4人兄弟の末っ子として生まれた。彼の父親は株式仲買人であった。ヨッキーはミシガン州ラディントンで育った。彼はクラシックピアノを習っていた。
彼はミシガン大学で学部生として大学生活を始め、その後ジョージタウン大学に編入し、最終的にアリゾナ大学で学位を取得した。ノースウェスタン大学ロースクールに入学する前に、デポール大学でも法律を学び、1941年にノートルダム大学ロースクールを卒業した。大学時代、彼は黒人、ユダヤ人、共産主義者の学生とは食事を共にしないと宣言していた。
ヨッキーは若い頃、マルクス主義に惹かれていたが、1930年代にはアドルフ・ヒトラーとナチズムに傾倒し、大学時代にはオズワルド・シュペングラーに傾倒した。他の影響にはカール・ハウスホーファーとナチスの理論家カール・シュミットが含まれ、ヨッキーは後にシュミットを盗作したと非難されている。ヨッキーは1930年代後半に親ドイツおよび親ファシストのグループに参加した。1938年、彼のエッセイ「若者の悲劇」は、「ラジオ司祭」チャールズ・カフリンによって配布された反ユダヤ主義的な論文で知られる雑誌『ソーシャル・ジャスティス』に掲載された。1939年、ヨッキーはアメリカ白銀軍団の集会で講演を行った。

### 第二次世界大戦と終戦直後
ヨッキーは1942年にアメリカ陸軍に入隊し、情報部隊に所属していた。1942年11月、ジョージア州の駐屯地から無断で離れ、テキサス州とメキシコシティへのナチスの任務に就いた。ヨッキーの伝記作家ケビン・クーガンによると、ヨッキーはアメリカとメキシコに上陸したドイツのナチスのスパイを密かに支援していた。彼はまた、ドイツ系アメリカ人の情報将校ヘルベルト・ハンス・ハウプトの友人であり、ハウプトはヨッキーの妻の家に滞在し、後にパストリアス作戦に参加したことでスパイ活動の罪で処刑された。その後、ヨッキーは1943年に「早発性痴呆」を理由に陸軍から名誉除隊となったが、これは神経衰弱によるものか、あるいはそれを装ったものだった。彼は親ナチスの見解を持つと疑われるアメリカ人の政府リストに載せられた。1944年、彼はミシガン州ウェイン郡の次席検察官となったが、仕事に飽きて1945年に辞職した。
1946年初頭、ヨッキーはドイツのヴィースバーデンにあるアメリカ合衆国戦争省で、ニュルンベルク裁判の裁判後審査弁護士として仕事を見つけ、妻と2人の娘を連れてドイツに移住した。ヨッキーは、SSのオットー・オーレンドルフ将軍を含むナチスの戦争犯罪容疑者を、ドイツの弁護人に極秘文書を共有することで支援しようとした可能性があるという証拠がある。彼はしばしば仕事を休み、ナチスに肩入れしていることが発覚したため、1946年11月26日に「職務放棄」を理由に解雇された。彼はドイツの連合国占領に反対する扇動を行い、後にドイツの赤十字社で働いたが、職務を放棄した。アメリカの情報機関は、1946年か1947年にドイツでヨッキーの追跡を開始した。ヨッキーは1947年、別居中の妻と娘をドイツに残し、アイルランドに亡命した。
ヨッキーは、戦後初期のナチス・ネットワークの中心人物だった。やがて、彼はドイツ系アメリカ人協会、全米ドイツ系アメリカ人同盟、ウィリアム・ダドリー・ペリーのアメリカ白銀軍団、オズワルド・モズレー卿の統一運動、ジョージ・シルベスター・ヴィエレック、アメリカのH・キース・トンプソン、ジェラルド・L・K・スミス、ジェームズ・H・マドールの国家ルネサンス党など、極右の人物や組織と連絡を取り、協力した。戦後、トンプソンとマドールはヨッキーの世界観の擁護者となり、彼のエッセイの一部を出版した。

### 冷戦時代
ヨッキーは、ヨーロッパの主要な敵はロシアではなくアメリカであると認識し、ヨーロッパ人に冷戦でアメリカに協力しないよう促し、ドイツとイギリスのアメリカ軍に対抗する行動を起こしたいと考えていた。彼はアメリカ政府を弱体化または転覆させることを望んでいた。ヨッキーの思想は、通常、極左と極右の同盟を容認できる人々にのみ受け入れられた。
ヨッキーは1948年の冬から春にかけて、アイルランドのブリタス湾で、覚書なしに最初の著書『Imperium: The Philosophy of History and Politics』を執筆した。『インペリウム』は、19世紀の唯物論と合理主義に対するシュペングラー的な批判であり、民主主義と平等を軽蔑し、ナチズムを称賛し、さまざまな問題の原因をユダヤ人に求めている。同書は、ドイツが西欧文明における「ローマ」の役割を果たす運命にあり、そのすべての国家を1つの帝国に統一するというシュペングラーの示唆に賛同しているTemplate:Third-party inline。同書は「第二次世界大戦の英雄」に捧げられているが、これはヒトラーを意味している。また、ホロコースト否認の初期の例として、ナチスのガス室は偽造されたものであるとも主張している。ヨッキーは『インペリウム』の写しをヨーロッパとアメリカの極右の人物に郵送した。同書で表明された見解は、元ナチス将軍のオットー・エルンスト・レーマー（ヒトラーの護衛を務めていた）、アメリカのレヴィーロ・P・オリヴァー、イタリアの密教主義者ユリウス・エヴォラ、さらにはハンス・ウルリッヒ・ルーデル、ジョルジョ・アルミランテ、ハインツ・クノケ、カール・ハインツ・プリースターから称賛された。
ヨッキーは、オズワルド・モズレー卿（ヒトラーの主要なイギリス支持者）が『インペリウム』の出版またはレビューを拒否したため、モズレーに失望した。モズレーはロンドンのハイドパークでの論争中にヨッキーの鼻を殴った。ヨッキーは、元モズレー派のガイ・チェシャムやジョン・ギャノンを含むイギリスのファシストの小グループと共に、1948年から1949年にかけて欧州解放戦線（ELF）を結成した。ELFは、古いナチスや他のファシストと関係を築いた。ELFはニュースレター『Frontfighter』を発行し、1949年にはヨッキーの辛辣な反米、反共主義、反ユダヤ主義のテキスト『ロンドン宣言』を出版した。この宣言は、ナチズムの復活とユダヤ人（「文化歪曲者」とレッテルを貼った）のヨーロッパからの追放を求めていた。ELFは他のネオファシスト・グループから反対され、ヨッキーの横柄な性格に嫌気がさしたメンバーが離反したため、1954年までに実質的に消滅した。
ジョージ・リンカーン・ロックウェルのアメリカ・ナチ党は、ヨッキーの反米的な態度や反シオニズムの共産主義政府や運動と協力しようとする姿勢を拒絶した（ヨッキーは1960年に刑務所に収監されていた際、ウィリス・カートを訪ね、アメリカ・ナチ党のことは聞いたことがないと述べている）。ロックウェルの同盟者であるコリン・ジョーダンなどの他のネオナチは、ヨッキーの人種に関する見解に異議を唱え、ヨッキー主義をナチズムを弱体化させる「シュトラッサー主義」であると見なしていた。
機密解除されたFBIのファイルによると、ヨッキーはロサンゼルス、サンフランシスコ、ニューヨークを旅して極右活動家と協力する一方、彼に尋問しようとしたFBI捜査官をかわしていた。逃亡者として、彼は1950年にジェラルド・L・K・スミスが組織したロサンゼルスのキリスト教民族主義党大会で演説した。彼はまた、ニューオーリンズでラテンアメリカで使用するプロパガンダを書いて過ごした。1950年代に彼が他のファシストに送った傍受された手紙には、スペイン異端審問の拷問者にちなんで「トルケマダ」と署名されていることが多かった。
ヨッキーは、1951年に反共主義者のジョセフ・マッカーシー上院議員周辺のグループから接触を受けた。彼はマッカーシーのために、ドイツとアメリカの間のより大きな友好の重要性を強調した演説のゴーストライターを務めるよう依頼された。マッカーシーはその演説のテーマとしてそれを実行することはなかったが、ニューヨーク市のヨークビル地区のポスターで発表されたとき、当時の左翼新聞「デイリー・コンパス」は、ニューヨーク・ポストからの否定的な報道とともに、一面で暴露記事を掲載した。おそらく、よく知られたホロコースト否認論者たちが彼と一緒に演説することになっていたという事実に影響されたのだろう。
ヨッキーはソビエト圏の諜報機関と協力し、鉄のカーテンの背後を旅し、東ドイツ、ソビエト連邦、キューバを訪問した疑いが持たれていた。これに関する一説は、1956年9月の「フレデリック・C・ホプキンス」と名乗る謎のアメリカ人男性に関する話に由来する。彼は1956年9月6日にソビエト警察の拘留から解放された。彼は東側諸国の反ユダヤ主義的粛清を肯定的に書いた。1952年後半、彼はプラハに旅行し、プラハ裁判を目撃し、「ロシアとユダヤ人の決裂を予見した」と主張した。その後、彼はチェコスロバキアの秘密情報部の連絡係となった。彼はアルフレッド・フランケ・グリクシュという名のソビエトのエージェントと接触していた疑いがある。
ヨッキーは1953年にカイロでエジプトのガマール・アブデル・ナセル大統領に会い、「偉大で精力的な人物」と呼んだ。彼はエジプト情報省で短期間働き、反シオニズム的プロパガンダを書いた。アラブ世界では、オットー・エルンスト・レーマーやヨハン・フォン・レアースなどのナチスの亡命者と接触した。ヨッキーはナセルに、元ナチスの科学者によるコバルト爆弾の開発に資金を提供するよう説得しようとしたと伝えられている。
ヨッキーは女たらしとして知られ、ヘイゼル・グッゲンハイム・マッキンリーと不倫関係にあった。1957年、FBI捜査官は、彼が「ロサンゼルスでポン引きかジゴロとして生活している」と推測した。また、ヨッキーは金のためにポルノを書いていた。その中には、「ボンドヘイブンでの過酷なフィギュアトレーニング」と呼ばれるサドマゾ的な小冊子があり、後に彼のスーツケースから発見された。この62ページの小冊子は、ジャージーシティのヌートリックス社から出版され、FBIによると「服を一部しか着ていない女性のスケッチが多数含まれており、[...]マゾヒスティックまたはサディスティックな性質のものであった」という。

### 逮捕と死
10年以上にわたるFBIの追跡の後、ヨッキーは1960年に海外からアメリカに帰国した後、ついに逮捕された。カリフォルニア州オークランドに向かう途中、彼のスーツケースがダラス空港で紛失したか、開けられてしまい、当局はヨッキーの偽造パスポートと出生証明書をいくつか発見した。これが連邦政府に報告されると、FBIはカリフォルニア州オークランドでヨッキーを追跡し逮捕した。刑務所にいる間、彼はカートに面会した。カートは後にヨッキーの思想の主要な支持者および出版者となった。彼はそこにいる間、アレクサンダー・シャルフというイェシーバーの校長と一緒に滞在していた。彼はリノで会い、2,000米ドルの融資をするつもりだった。ヨッキーはその後まもなく、サンフランシスコのFBIの監視下にある独房で、空のシアン化物カプセルが近くにある状態で死体で発見された。彼の自殺後、サンフランシスコ・クロニクル紙は、彼を「現在知られている世界のファシズムにおいて重要な人物」と宣言した。

## オカルトと哲学への関心
クーガンは、「ヨッキーのオカルトへの関心は政治的な意味合いを持っていた」とし、「彼は明らかに自分自身を、秘密の新しい神人種の地下エリートの一員であると考えていた」と記している。FBIによると、ヨッキーは神智学に関連する文書を所有していた。自殺した際、彼はバルタサル・グラシアン、オットー・ヴァイニンガー、ハーバート・ジョージ・ウェルズ、ジョージ・B・レナードが書いた本や記事のコピーを所持していた。

## 影響
戦後、ヨーロッパとアメリカの一部の戦後ナショナリストは、共産主義に対抗してアメリカ側に付くか、第三の位置を主張したが、ヨッキーは赤茶同盟（赤は極左、茶は極右を表す）を主張した。彼は、右派は共産主義や第三世界の反植民地運動がアメリカを脅かす場合には、その拡大を支援すべきだと主張した。この見解は、冷戦下で概ね反共であり続けたアメリカの右派にはあまり大きな影響を与えなかった。彼の影響はヨーロッパの「新右翼」においてより大きく、例えばベルギーのジャン・ティリアールやフランスのクリスチャン・ブーシェ、ルネ・ビネ、ドミニク・ヴェンネルらが、ヨッキーから影響を受けたことで知られている。さらに、ロシアの哲学者アレクサンドル・ドゥーギンやフランスの作家アラン・ド・ブノワは、ヨッキーと同様の立場を取ったが、ヨッキーの著作が彼らに影響を与えたという証拠はほとんどない。彼はまた、アメリカ・ナチ党のメンバーであるダン・バロスや、国家ルネサンス党の創設者であるジェームズ・H・マドールにも影響を与えた。イギリスの軍事作家リデル・ハートとイギリス・ファシスト連合のメンバーだったJ・F・C・フラーは、『インペリウム』をいち早く称賛した。
ヨッキーは、初期の影響力のあるホロコースト否認論者としても記憶されている。
ヨッキーの現在への影響は、主にウィリス・カートと彼の「リバティ・ロビー」、およびその後継組織の活動を通じて反映されている。スティーブン・E・アトキンスは、「カートの尽力により、ヨッキーは生前よりも死後の方が人気がある」と述べている。カートは、人種隔離主義者であるジョージ・ウォレスの1968年大統領選挙キャンペーンを支援する「ジョージ・ウォレスのための青年」グループを運営していた。そのグループは、ヨッキーの政治哲学と彼の著書『インペリウム』を推進する「国民青年同盟」の基盤となった。カートの政治グループの中心メンバーは、ネオナチのカルトである「フランシス・パーカー・ヨッキー協会」のメンバーであった。その後、ヨッキーはネオファシストの間でカルト的な人物であり続けた。彼の影響は、オーディニストの間でも続いている。アメリカの政治学者ジョージ・ホーリーによると、「国境を越えた世界的なファシスト運動というヨッキーのビジョンは、今やオルト・ライトの間で一般的なものとなっている」。
2011年にアメリカの指揮者デイヴィッド・ウッダードと交わされた書簡集で、スイスの作家クリスティアン・クラハトはヨッキーの『インペリウム』を推薦している。その翌年、クラハトはベストセラー小説『インペリウム』を出版した。
マルタでは、ノーマン・ローウェルという名のネオファシストの指導者が、ヨッキーの著書『インペリウム』に大きく影響を受けており、彼の組織名であるインペリウム・ヨーロッパは、その著書を直接的に引き合いに出している。
サタニストでありテロリスト集団である九角教団は、ヨッキーの信念に依拠していることで知られている。ヨッキーに影響を受けた他のテロリストには、2002年の白人至上主義テロ計画の首謀者であるレオ・フェルトンや、ジェームズ・バード・ジュニア殺害事件の犯人であるジョン・ウィリアム・キングなどがいる。さらに、極右政治活動家のオーガスタス・ソル・インビクタスやニュージーランド人のケリー・ボルトンも、ヨッキーの著書『インペリウム』からインスピレーションを得ている。

## 参照
引用
1. ↑  Bassin, Mark (2022). "Real Europe" Civilizationism and the Far Right in Eastern Europe. Södertörn, Sweden: Södertörn University
2. 1 2 3 4 5  Goodrick-Clarke, Nicholas (2002). Black sun : Aryan cults, Esoteric Nazism, and the politics of identity. New York: New York University Press. pp. 75–76. ISBN 0-585-43467-0. OCLC 52467699. "dedicated to "the hero of the Second World War" (Adolf Hitler)"
3. ↑  Staff (ndg) "Extremism in America: Willis Carto" Anti-Defamation League Archived October 12, 2006, at the Wayback Machine., ADL.
4. 1 2 3 4 5 6 7  Mostrom, Anthony (2020年8月8日). “America's "Mein Kampf": Francis Parker Yockey and "Imperium"” (英語). Los Angeles Review of Books. 2022年4月15日閲覧。 “"...Imperium, which called for a transnational, neo-Nazi European Empire..."”
5. ↑  Staff (February 1, 1996) "Poisoning the Airwaves: The Extremist Message of Hate on Shortwave Radio" Anti-Defamation League
6. 1 2 3  Lee 2000a, p. xvi.
7. 1 2 3 4 5 6 7  Steiger, Brad; Steiger, Sherry Hanson (2006). Conspiracies and Secret Societies: The Complete Dossier. Canton Township, Michigan: Visible Ink Press. ISBN 978-1-57859-174-9
8. 1 2 3 4 5 6  Goodrick-Clarke 2002, p. 75-76.
9. 1 2 3  Mulhall, Joe (2021). British Fascism After the Holocaust : From the Birth of Denial to the Notting Hill Riots 1939-1958. Abingdon, Oxon. ISBN 978-0-429-45262-8. OCLC 1158504603
10. 1 2 3 4 5  Lee, Martin A. (2000a). The Beast Reawakens : Fascism's Resurgence from Hitler's Spymasters to Today's Neo-Nazi Groups and Right-Wing Extremists. New York. ISBN 978-1-135-28124-3. OCLC 858861623
11. 1 2  Paul Jackson; Anton Shekhovtsov, eds (2014). The post-war Anglo-American far right : a special relationship of hate. Basingstoke. ISBN 978-1-137-39621-1. OCLC 890161379
12. ↑  Rose, Matthew (2021). A World After Liberalism : Philosophers of the Radical Right. New Haven. ISBN 978-0-300-26308-4. OCLC 1255236096
13. ↑  Shekhovtsov 2017, p. 24.
14. ↑  Goodrick-Clarke 2002, p. 77.
15. ↑  Coogan 1999, p. 17.
16. 1 2 3  Goodrick-Clarke 2002, pp. 75–77, 260.
17. 1 2  Kaplan, Jeffrey (2000) (英語). Encyclopedia of White Power: A Sourcebook on the Radical Racist Right. Rowman & Littlefield. pp. 42. ISBN 978-0-7425-0340-3
18. ↑  Coogan 1999.
19. 1 2 3  Lee, Martin A. (2011). The Beast Reawakens. New York: Routledge. ISBN 978-0-203-95029-6. OCLC 1086431548
20. ↑  Yockey, 2013, p.799
21. 1 2 3 4 5 6 7 8 9 10 11 12 13 14 15 16 17 18  Atkins, Stephen E. (2009). Holocaust denial as an international movement. Westport, Conn.: Praeger. ISBN 978-0-313-34539-5. OCLC 624337327
22. ↑  Coogan 1999, p. 64.
23. 1 2  Goodrick-Clarke, Nicholas (2002). Black sun : Aryan cults, Esoteric Nazism, and the politics of identity. New York: New York University Press. pp. 75–76. ISBN 0-585-43467-0. OCLC 52467699. "dedicated to "the hero of the Second World War" (Adolf Hitler)"
24. ↑  Coogan 1999, p. 55.
25. ↑  Coogan 1999, p. 65.
26. ↑  Steiger, Brad; Steiger, Sherry Hanson (2006). Conspiracies and Secret Societies: The Complete Dossier. Canton Township, Michigan: Visible Ink Press. p. 511. ISBN 978-1-57859-174-9:
27. ↑  Charles Small, ed (2013). Global Antisemitism : A Crisis of Modernity. Boston. ISBN 978-90-04-26556-1. OCLC 865578716
28. ↑  Michael, George (2008). Willis Carto and the American far right. Mazal Holocaust Collection. Gainesville: University Press of Florida. ISBN 978-0-8130-3198-9. OCLC 173243789
29. ↑  Coogan 1999, p. 122.
30. 1 2 3 4 5  Lipstadt, Deborah E. (2014). Denying the Holocaust : The Growing Assault on Truth and Memory. [Place of publication not identified]: Free Press. ISBN 978-1-4767-2748-6. OCLC 893121332
31. ↑  Coogan 1999, p. 156.
32. ↑  Coogan 1999, p. 153.
33. 1 2 3 4  Mostrom, Anthony (2017年5月13日). “The Fascist and the Preacher: Gerald L. K. Smith and Francis Parker Yockey in Cold War–Era Los Angeles”. Los Angeles Review of Books. 2018年2月27日閲覧。
34. ↑  Coogan 1999, p. 418.
35. 1 2  Coogan 1999, p. 510.
36. 1 2  Hawley, George (2019). The Alt-right : What everyone needs to know. New York, NY. ISBN 978-0-19-090519-4. OCLC 1091236821
37. ↑  Coogan 1999, p. 159.
38. ↑  Goodrick-Clarke 2002, p. 76.
39. ↑  “Pan-Aryanism Binds Hate Groups in America and Europe” (英語). Southern Poverty Law Center. 2022年5月2日閲覧。
40. ↑  Coogan 1999, p. 292.
41. 1 2  Coogan 1999, p. 168.
42. ↑  Coogan 1999, p. 169.
43. ↑  Phillips, Michael (February 9, 2009), “Southern Poverty Law Center”, African American Studies Center (Oxford University Press), doi:10.1093/acref/9780195301731.013.46230, ISBN 978-0-19-530173-1 2022年4月30日閲覧。
44. ↑  The Proclamation of London, full text
45. ↑  Coogan 1999, p. 238.
46. 1 2  Lee 2000a, p. XVI.
47. ↑  Coogan 1999, p. 439.
48. ↑  Coogan 1999, p. 266.
49. ↑  Coogan 1999, p. 392.
50. ↑  Rose 2021, p. 80.
51. ↑  Gardell, Mattiass W. (2003). Gods of Blood : The Pagan Revival and White Separatism. Duke University Press Books. p. 168
52. ↑  Coogan 1999, pp. 380–381.
53. ↑  Lee 2000a, pp. 104.
54. ↑  Coogan 1999, p. 27.
55. ↑  Coogan 1999, p. 23.
56. 1 2  Coogan 1999, p. 291.
57. ↑  Coogan 1999, p. 26.
58. ↑  Coogan 1999, p. 452.
59. ↑  Coogan 1999, p. 514.
60. ↑  Coogan 1999, p. 620.
61. ↑  Coogan 1999, p. 532.
62. ↑  Gais, Hannah (October 11, 2019). “In Search of the Russian Soul” (英語). Political Research Associates 2023年6月17日閲覧。.
63. ↑  Brooks, Shilo (2022年4月12日). “Prophets of the Radical Right” (英語). Public Discourse. 2023年6月17日閲覧。
64. ↑  Coogan 1999, p. 616.
65. ↑  Lee 2000a, p. 160.
66. ↑  Lee, Martin A. (June 13, 2000b). “John William King Quotes Francis Parker Yockey in Statement About Hate Crime” (英語). Southern Poverty Law Center. 2022年4月30日閲覧。
67. ↑  Kracht, C., and Woodard, D. (2011) Five Years, Hanover, Wehrhahn Verlag. p. 139
68. ↑  “Francis Parker Yockey” (英語). vivamalta. 2023年8月1日閲覧。
69. ↑  Goodrick-Clarke 2002, p. 220.
70. ↑  “John William King quotes Francis Parker Yockey in statement about hate crime” (英語). Southern Poverty Law Centre. 2023年10月5日閲覧。
71. ↑  “Augustus Sol Invictus” (英語). Southern Poverty Law Centre. 2023年9月4日閲覧。

参考文献
- Yockey, Francis Parker (2013) Imperium, London: Abergele: The Palingenesis Project (Wermod and Wermod) ISBN 978-0-9561835-7-6
- Imperium (1948) by Francis Parker Yockey, e-book
- Yockey, Francis Parker (2012) The Proclamation of London. Shamley Green:The Palingenesis Project ISBN 978-0-9561835-9-0
- Yockey, Francis Parker and Oliver, Revilo P. The Enemy of Europe by Francis Parker Yockey and  ISBN 0-942094-00-X
  - Oliver's section, 2nd section, 3rd, 4th, 5th, and 6th
- Yockey, Francis Parker The World in Flames: The Shorter Writtings of Francis Parker Yockey[1]

関連書籍
- Coogan, Kevin (1999). Dreamer of the day: Francis Parker Yockey and the Postwar Fascist International. Brooklyn, New York: Autonomedia. ISBN 1-57027-039-2
- Lee, Martin A. (2000) The Beast Reawakens New York: Little, Brown and Company ISBN 9780415925464.
- Mintz, Frank P. Mintz (1985) The Liberty Lobby and the American Right: Race, Conspiracy, and Culture.  Westport, Connecticut:Greenwood Press ISBN 978-0-31-324393-6.
- Shekhovtsov, Anton (2017). Russia and the Western Far Right: Tango Noir. London: Taylor & Francis. ISBN 9781317199953